# ブライト・アイズ
ブライト・アイズ (Bright Eyes) は、アメリカ合衆国のインディー・ロックバンド。元々はシンガーソングライター、コナー・オバーストのソロプロジェクトとしてスタートし、その後はオバースト、音楽プロデューサーでもあるマイク・モーギス、ネイト・ウォルコットの3人を中心とする不定形ユニットとなっている。
オバーストは「その歌声は傷ついた天使のようだ」とイギリスのNME誌で評された美しく繊細なメロディと詞と歌唱でボブ・ディランやニール・ヤングら、偉大なソング・ライターの後継者として注目を集める。
ブルース・スプリングスティーン、R.E.M.との共演を経て2004年に同時発売したシングル『LUA』と『TAKE IT EASY (LOVE NOTHING)』が全米セールス・チャートで1位、2位を獲得し、大ブレイク。
フォーク、カントリー主体のシンプルなアレンジで最大の魅力である「歌」を聞かせてくれる作品が多いが、近年の『DIGITAL ASH IN A DIGITAL URN』ではエレクトロニクスを使った実験的な側面も見せている。

## ディスコグラフィ
スタジオ・アルバム
- A Collection of Songs Written and Recorded 1995–1997 (1998年)
- Letting Off the Happiness (1998年)
- Fevers and Mirrors (2000年)
- Lifted or The Story Is in the Soil, Keep Your Ear to the Ground (2002年)
- A Christmas Album (2002年)
- I'm Wide Awake, It's Morning (2005年)
- Digital Ash in a Digital Urn (2005年)
- Cassadaga (2007年)
- The People's Key (2011年)
- Down in the Weeds, Where the World Once Was (2020年)

## 来日公演
- 2005年
  - 3月18日 東京恵比寿リキッドルーム
- 2007年

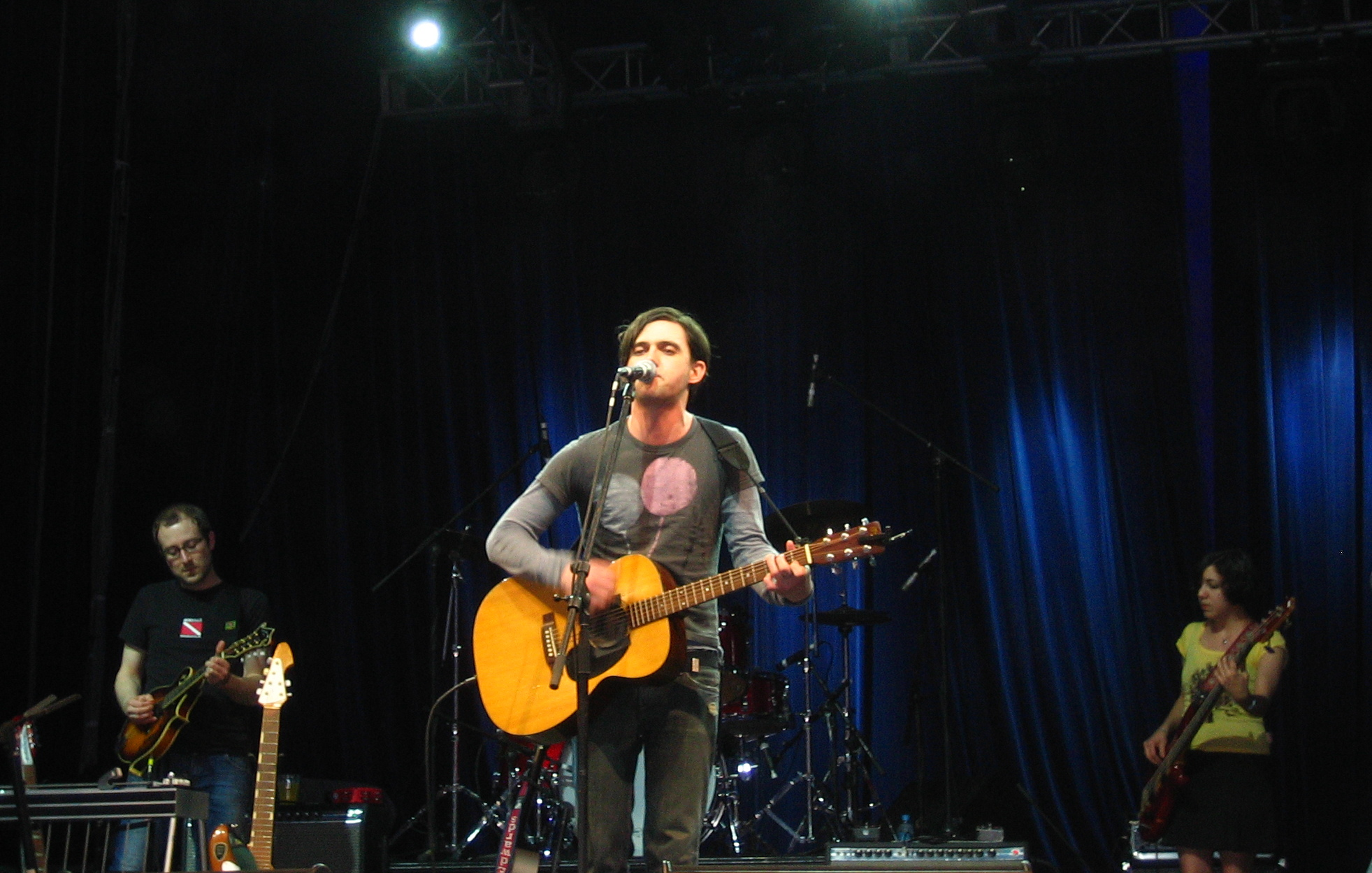
ライブで演奏するコナー・オバースト（2005年）

  - 8月11日 大阪 舞洲スポーツアイランド - SUMMER SONIC OSAKA
  - 8月12日 千葉 幕張メッセ - SUMMER SONIC TOKYO
- 2009年
  - 7月25日 新潟 苗場スキー場 - Fuji Rock Festival